# Canthon vulcanoae
Canthon vulcanoae là một loài bọ cánh cứng trong họ Bọ hung (Scarabaeidae).